# Allium willeanum
Allium willeanum är en amaryllisväxtart som beskrevs av Jens Holmboe. Allium willeanum ingår i släktet lökar, och familjen amaryllisväxter. IUCN kategoriserar arten globalt som livskraftig.
Artens utbredningsområde är Cypern. Inga underarter finns listade i Catalogue of Life.